# Трийешница
Трийешница (серб. Тријешница / Triješnica) — село в общине Биелина Республики Сербской Боснии и Герцеговины. Население составляет 576 человек по переписи 2013 года.